# Max Koch (Literaturhistoriker)
Max Koch (geboren am 22. Dezember 1855 in München; gestorben am 19. Dezember 1931 in Breslau) war ein deutscher Germanist und Hochschullehrer.

## Leben
Max Koch war ein Sohn des Hofzahnarztes Guido von Koch (1815–1882) und Enkel des Mediziner und Direktors des Allgemeinen Krankenhauses in München Andreas Koch. Er studierte Literaturgeschichte in München, unter anderem bei Michael Bernays und Konrad Hofmann. Seit dem Wintersemester 1874/75 war er Mitglied der musischen Studentenverbindung Akademischer Gesangverein München im SV.  Im Jahr 1878 wurde er mit einer Dissertation über „Helferich Peter Sturz. Nebst einer Abhandlung über die schleswigschen Literaturbriefe mit Benützung handschriftlicher Quellen“ promoviert. Es folgten Aufenthalte an den Universitäten Berlin, London und Paris. 1879 habilitierte sich Koch in Marburg, wo er ab 1885 außerordentlicher Professor war. Der Akademische Verein für Studierende der neueren Philologie zu Marburg im WKV, die spätere Marburger Burschenschaft Rheinfranken, ernannte Koch bei seiner Gründung 1880 zum Ehrenmitglied. Ab 1890 hatte er den neugegründeten Lehrstuhl für neuere Literaturgeschichte an der Universität Breslau inne. Hier ernannte ihn der Neuphilologische Verein Breslau im WKV im WS 1893/94 zum Ehrenmitglied.
In seiner Forschung stand Koch in der positivistischen Tradition des 19. Jahrhunderts. So widmete er sich vor allem den biographischen Hintergründen, geschichtlichen und nationalen Zusammenhängen von Literatur. Besonders verdient machte sich Koch um die Förderung der in Deutschland noch jungen vergleichenden Literaturgeschichte. Sein Interesse galt dabei den Zusammenhängen der Stoff- und Motivgeschichte europäischer Literaturen. Er war Herausgeber der „Zeitschrift für vergleichende Literaturgeschichte“ (1887–1910) und der „Studien zur vergleichenden Literaturgeschichte“ (1901–09).
Am Ersten Weltkrieg nahm er als Major und Kommandeur des 1. Bataillons des Bayrischen Landwehr-Regiments Nr. 6 teil. Nach der deutschen Niederlage von 1918, die den Patrioten Max Koch schwer traf, wandte er sich von der kosmopolitischen Basis der Komparatistik ab und hin zu einer nationalistischen und völkischen Haltung, die mit einer starken Verehrung Richard Wagners einherging und zunehmend auch seine Publikationen prägte.

## Auszeichnungen
- 1915: Eisernes Kreuz I. Klasse[4]
- 1917: Militärverdienstkreuz III. Klasse mit Kriegsdekoration[5]

## Schriften (Auswahl)
- Gottsched und die Reform der deutschen Literatur im achtzehnten Jahrhundert. Richter, Hamburg 1887.
- Geschichte der Deutschen Literatur. Göschen, Leipzig 1893; 4., neu durchgesehene Auflage 1900 (Digitalisat).
- Geschichte der Deutschen Literatur von den ältesten Zeiten bis zur Gegenwart. Band 2. Hrsg. von Friedrich Vogt und Max Koch. 1897.
- als Hrsg.: August von Platen. Sämtliche Werke in zwölf Bänden. Hesse & Becker, Leipzig 1910.
- Dantes Bedeutung für Deutschland. Kirchheim, Mainz 1921.
- Richard Wagners geschichtliche völkische Sendung. H. Beyer & Söhne, Langensalza 1927.
- als Hrsg.: Zeitschrift für vergleichende Litteraturgeschichte. Verlag von Emil Felber, Berlin 1887–1910.